# Nyírmező (Hunyad megye)
Nyirmező románul: Mermezeu-Văleni, település Romániában, Erdélyben, Hunyad megyében.

## Fekvése
Algyógytól északra fekvő település.

## Története
Nyírmező nevét 1407-ben p. Nyresmezew néven említette először oklevél, mint Al-Diód város birtokát.
1733-ban Mermezeu, 1760–1762 között Nyirmező, 1808-ban Nyirmező, Mérmező,  1861-ben Mermezeu, 1913-ban Nyírmező néven írták.
A trianoni békeszerződés előtt Hunyad vármegye Algyógyi járásához tartozott.
1910-ben 812 görögkeleti ortodox román lakosa volt.
1956-ban különvált belőle Valény (Văleni).